# Flammulaster saliciphilus
Flammulaster saliciphilus är en svampart som först beskrevs av J. Favre, och fick sitt nu gällande namn av Roy Watling 1967. Flammulaster saliciphilus ingår i släktet Flammulaster och familjen Inocybaceae.   Inga underarter finns listade i Catalogue of Life.